# Bandivan
Bandivan (in armeno Բանդիվան?) è un comune di 245 abitanti (2010) della Provincia di Shirak in Armenia.